# На краю земли (фильм, 1996)
«На краю земли» или «Бюро находок» (иер. трад. 天涯海角, упр. 天涯海角, кант.-рус.: Тин нгай хой гок, англ. Lost and Found) — мелодрама 1996 года режиссёра Ли Чи-Нгая. Главные роли в фильме исполнили Келли Чэнь, Такэси Канэсиро и Майкл Вон.
Фильм получил две номинации на 16-й Гонконгской кинопремии, одержав победу в номинации «Лучшая песня».

## Сюжет
Лэм (Келли Чэнь) встречает на улице Мистера Ворма (Такэси Канэсиро), который работает управляющим в бюро находок. Лэм обращается к нему за помощью, чтобы разыскать пропавшего друга Теда (Майкл Вон), который таинственно исчез несколько месяцев назад. Мистер Ворм выслеживает местонахождение Теда. Последний возвращается домой, в Шотландию, чтобы управлять мотелем своего недавно скончавшегося дедушки.
Лэм проходит курс лечения от лейкемии и параллельно начинает помогать мистеру Ворму в его работе в бюро находок. Между ними возникает близкая связь. Поскольку её состояние ухудшается, Лэм решает нанести визит в Шотландию, чтобы уладить незаконченные дела с Тедом. В Шотландии её отношения с Тедом почти возобновляются. Но в конце концов она понимает, что скучает по мистеру Ворму больше, чем по Теду.

## В ролях
- Такэси Канэсиро — Мистер Ворм
- Келли Чэнь — Чай Лэм
- Майкл Вон — Тед
- Чонг Тат-Минг — Минг
- Генри Фонг — Чай Минг
- Джози Хо[англ.] — Йи
- Джо Ма[англ.] — отец Тинга
- Стивен Ма[англ.] — Чай Хонг
- Алан Мак[англ.] — Кен
- Джойс Тан[англ.] — Мэй
- Хилари Цуй — Вай
- Джордан Чан[англ.] — Чу
- Мозес Чан[англ.] — Лоун
- Тедди Чэнь — Тедди
- Мария Кордеро[англ.] — мама Джейн

## Награды и номинации
| Награды                     | Награды         | Награды                                                             | Награды   |
| Кинопремия                  | Категория       | Лауреат / претендент                                                | Результат |
| --------------------------- | --------------- | ------------------------------------------------------------------- | --------- |
| 16-я Гонконгская кинопремия | Лучший сценарий | Ли Чи-Нгай                                                          | Номинация |
| 16-я Гонконгская кинопремия | Лучшая песня    | Композитор: Марк Луи • Слова: Чоу Лай Мау • Исполнитель: Келли Чэнь | Победа    |